# モクソニジン
モクソニジン(Moxonidine)は、初期から中期の本態性高血圧の治療への使用が認可された中枢作用性の高血圧治療薬である。チアジド、交感神経β受容体遮断薬、ACE阻害薬、カルシウム拮抗剤が使えなかったり効果がなかったりした時に使われる。さらに、血圧の低減とは無関係なインスリン抵抗性の数値にも良い効果をもたらすことが示されている。ソルベーによって、Physiotensの商標名で製造されている。

## 作用機構
モクソニジンは、I1型のイミダゾリン受容体の選択的アゴニストである。この型の受容体は、延髄の吻側腹外側と腹内側の両方の領域で見られる。そのためモクソニジンは、交感神経系活動の低下を生じさせ、血圧の低下を引き起こす。
他の中枢作用性高血圧治療薬と比べると、モクソニジンはα2-受容体と比べたI1-受容体へのアフィニティが大きい。対照的に、クロニジンは両方の受容体に同程度のアフィニティで結合する。
さらに、モクソニジンはナトリウムの排出も促進してインスリン抵抗性と糖耐能を改善し、腎臓障害や心臓肥大等の高血圧によるダメージから器官を保護する。

## 薬力学特性

### インスリン抵抗性に対する効果
インスリン抵抗性の全ての動物モデルで、モクソニジンはインスリン抵抗性、高インスリン血症、グルコース恒常性障害等に対して著しい効果を示した。
動物モデルに基づき、モクソニジンには以下のような効果があると考えられる。
- 血漿中インスリン濃度の平準化
- 体皮細胞のグルコース取り込みの改善
- 脂質濃度の低下
- 肥満動物の食物摂取の低減と体重増加の減少

### 腎臓機能
交感神経の過活動は、腎臓の慢性障害の進行に大きく関わっていることを示す証拠が蓄積しており、心臓血管系の予後の悪化に寄与している。モクソニジンは、様々な腎臓障害モデルで腎臓への構造損傷の低減効果を示している。

### 心臓構造
本態性高血圧のラットでは、モクソニジンは、心室の重量と心室重量の体重に対する比率を保ったまま、対照群に比べて心臓の重量を大きく低下させる。

## 安全性
慢性毒性試験においては、モクソニジンに催奇性、変異原性、発がん性がある証拠は見られなかった。器官や器官系に対する副作用の証拠も見られず、周産期や出産後の発達や成長への悪影響も示されなかった。

## 注意
中度及び重度の腎臓機能障害の患者は、モクソニジンの使用を避けるべきである。突然の使用中止も避けるべきである。βブロッカーとの同時使用は推奨されず、まずβブロッカーの使用を先に中止して、数日後にモクソニジンの使用を開始する必要がある。アルコールは、モクソニジンの降圧効果を強める可能性がある。

## 他の薬との相互作用
モクソニジンとヒドロクロロチアジド等のチアジド]系利尿薬の同時投与は、両方の薬の降圧作用が強められるため、推奨されない。

## 禁忌
血管性浮腫、洞不全症候群、二度又は三度の房室ブロック等の心臓伝導疾患、徐脈、重度の心不全または虚血性心疾患等の既往歴がある場合は、モクソニジンを使ってはならない。また、冷え性、間欠跛行、てんかん、うつ病、パーキンソン病、緑内障等がある。モクソニジンは母乳に浸出するため、妊娠中の利用は推奨されない。
MOXCONの研究では、症候性心不全の患者に死亡率の上昇が見られた。しかし、MOXCONの臨床では、一日当たり0.2-0.6mgの通常の投与量よりかなり多い一日当たり3.0mgが投与された。

## 副作用
顕著な副作用には、口の乾燥、頭痛、疲労感、目眩、間欠的顔面浮腫、吐き気、睡眠障害、無力感、血管拡張、まれに皮膚反応がある。